# Сан Бартоло (Козенца)
Сан Бартоло је насеље у Италији у округу Козенца, региону Калабрија.
Према процени из 2011. у насељу је живело 575 становника. Насеље се налази на надморској висини од 591 м.